# Pont-d'Ouilly
Pont-d'Ouilly és un municipi francès situat al departament de Calvados i a la regió de Normandia. L'any 2007 tenia 1.038 habitants.

## Demografia

### Població
El 2007 la població de fet de Pont-d'Ouilly era de 1.038 persones. Hi havia 460 famílies de les quals 164 eren unipersonals (56 homes vivint sols i 108 dones vivint soles), 132 parelles sense fills, 140 parelles amb fills i 24 famílies monoparentals amb fills.
La població ha evolucionat segons el següent gràfic:
Habitants censats

### Habitatges
El 2007 hi havia 618 habitatges, 467 eren l'habitatge principal de la família, 80 eren segones residències i 71 estaven desocupats. 522 eren cases i 89 eren apartaments. Dels 467 habitatges principals, 313 estaven ocupats pels seus propietaris, 136 estaven llogats i ocupats pels llogaters i 18 estaven cedits a títol gratuït; 8 tenien una cambra, 38 en tenien dues, 133 en tenien tres, 100 en tenien quatre i 188 en tenien cinc o més. 282 habitatges disposaven pel capbaix d'una plaça de pàrquing. A 234 habitatges hi havia un automòbil i a 170 n'hi havia dos o més.

### Piràmide de població
La piràmide de població per edats i sexe el 2009 era:
| Homes | Edats   | Dones |
| ----- | ------- | ----- |
| 0     | 95 o +  | 0     |
| 4     | 90 a 94 | 0     |
| 4     | 85 a 89 | 8     |
| 20    | 80 a 84 | 8     |
| 16    | 75 a 79 | 32    |
| 40    | 70 a 74 | 36    |
| 20    | 65 a 69 | 36    |
| 24    | 60 a 64 | 44    |
| 24    | 55 a 59 | 8     |
| 40    | 50 a 54 | 32    |
| 36    | 45 a 49 | 28    |
| 48    | 40 a 44 | 40    |
| 20    | 35 a 39 | 48    |
| 48    | 30 a 34 | 32    |
| 36    | 25 a 29 | 52    |
| 36    | 20 a 24 | 16    |
| 40    | 15 a 19 | 56    |
| 20    | 10 a 14 | 32    |
| 12    | 5 a 9   | 44    |
| 44    | 0 a 4   | 16    |

## Economia
El 2007 la població en edat de treballar era de 635 persones, 466 eren actives i 169 eren inactives. De les 466 persones actives 410 estaven ocupades (226 homes i 184 dones) i 56 estaven aturades (24 homes i 32 dones). De les 169 persones inactives 71 estaven jubilades, 36 estaven estudiant i 62 estaven classificades com a «altres inactius».

### Ingressos
El 2009 a Pont-d'Ouilly hi havia 458 unitats fiscals que integraven 1.044,5 persones, la mediana anual d'ingressos fiscals per persona era de 15.901 €.

### Activitats econòmiques
Dels 58 establiments que hi havia el 2007, 2 eren d'empreses extractives, 2 d'empreses alimentàries, 8 d'empreses de construcció, 16 d'empreses de comerç i reparació d'automòbils, 2 d'empreses de transport, 10 d'empreses d'hostatgeria i restauració, 1 d'una empresa d'informació i comunicació, 3 d'empreses immobiliàries, 3 d'empreses de serveis, 8 d'entitats de l'administració pública i 3 d'empreses classificades com a «altres activitats de serveis».
Dels 20 establiments de servei als particulars que hi havia el 2009, 1 era una gendarmeria, 1 oficina de correu, 1 taller de reparació d'automòbils i de material agrícola, 2 paletes, 1 guixaire pintor, 1 fusteria, 3 lampisteries, 2 electricistes, 1 perruqueria, 5 restaurants, 1 agència immobiliària i 1 saló de bellesa.
Dels 9 establiments comercials que hi havia el 2009, 1 era una botiga de més de 120 m², 2 fleques, 1 una fleca, 1 una peixateria, 1 una botiga de material de revestiment de parets i terra, 1 un drogueria, 1 una perfumeria i 1 una joieria.
L'any 2000 a Pont-d'Ouilly hi havia 34 explotacions agrícoles que ocupaven un total de 1.320 hectàrees.

## Equipaments sanitaris i escolars
L'únic equipament sanitari que hi havia el 2009 era una farmàcia.
El 2009 hi havia una escola elemental.

## Poblacions més properes
El següent diagrama mostra les poblacions més properes.